# عبد الرزاق السنهوري
عبد الرزاق السنهوري (1895م - 1971م) أحد أعلام الفقه والقانون في الوطن العربي ولد في 11 اغسطس 1895 بالإسكندرية وحصل على الشهادة الثانوية عام 1913 ثم التحق بمدرسة الحقوق بالقاهرة حيث حصل على الليسانس عام 1917م وتأثر بفكر ثورة 1919م وكان وكيلاً للنائب العام عام 1920 ثم سافر فرنسا للحصول على الدكتوراه والعودة سنة 1926م ليعمل مدرساً للقانون المدني بالكلية ثم انتخب عميداً لها عام 1936م.
نادى بوضع قانون مدني جديد واستجابت له الحكومة وشغل منصب وزير المعارف 4 مرات وعين رئيساً لمجلس الدولة من عام 1949م حتى 1954م عرف عنه تأييده لثورة يوليو وشارك في مشاورات خلع الملك فاروق مع محمد نجيب وجمال سالم وأنور السادات، بذل جهود كبيرة في مشروع الإصلاح الزراعي وطلب إرساء الديموقراطية وحل مجلس قيادة الثورة وعودة الجيش إلى الثكنات إلا أن المظاهرات العمالية هدمت أفكاره.
يعتبر السنهوري باشا ومؤلفاته ثروة للمكتبة القانونية إذ كان عضواً في مجمع اللغة العربية منذ 1946م وأسهم في وضع كثير من المصطلحات القانونية إلى أن توفي في 21 يوليو 1971م.

## سيرته

### النشأة والتعليم الأول
ولد السنهوري في 19 صفر 1313 هـ / 11 أغسطس سنة 1895م بمدينة الإسكندرية لأسرة فقيرة، وعاش طفولته يتيمًا، حيث توفي والده الموظف بمجلس بلدية الإسكندرية تاركاً أمه وسبعة من البنين والبنات ولم يكن عبد الرازق يبلغ من العمر أكثر من ست سنوات. بدأ تعليمه في الكُتَّاب بتشجيع من والده الذي كان يقدم له الجوائز ترغيباً له في التعليم، ثم انتقل بعد وفاة والده إلى مدرسة راتب باشا الابتدائية ثم التحق بمدرسة رأس التين الثانوية فالمدرسة العباسية الثانوية بالإسكندرية ومنها حصل على الشهادة الثانوية عام 1913 م وكان ترتيبه الثاني على طلاب القطر المصري.[بحاجة لمصدر] قرأ في مرحلة مبكرة من عمره درر التراث العربي، حيث قرأ كتب: الأغاني، والأمالي، والعقد الفريد، وقرأ ديوان المتنبي، وكان يتردد على المكتبات العامة ومكتبة المعهد الديني للإطلاع وكان كثير الإعجاب بالمتنبي ويفضله على غيره من شعراء العربية.

### الدراسات العليا
نال درجة الليسانس في الحقوق سنة 1917م من مدرسة الحقوق الخديوية بالقاهرة (باللغة الإنجليزية)، وجاء ترتيبه الأول على جميع الطلاب، رغم أنه كان يعمل موظفًا بوزارة المالية إلى جانب دراسته. تأثر في مرحلة شبابه بالزعيم المصري الوطني المصري "مصطفى كامل"، وتبنى فكرة الجامعة الإسلامية التي كان يدعو إليها، كما كان معجبًا بالكواكبي وعبد العزيز جاويش ومحمد فريد وجدي.

### انخراطه في الحياة العامة
عين بعد حصوله على ليسانس الحقوق بالنيابة العامة في سلك القضاء بمدينة المنصورة بشمال مصر. وقد كتب بمذكراته عن الاجتياح الاستعماري للدولة العثمانية سنة 1918 يقول 
| عبد الرزاق السنهوري | أقرأُ الآن تاريخ أوروبا في القرن التاسع عشر، ومقاومة الدول الأوروبية لتركيا، واقتناصها ممتلكاتها واحدة بعد أخرى، وفرضها عليها شروط الغالب، سواء كانت غالبة أو مغلوبة، وما أظهرته أوروبا من التعصب والجور وما استحلته من ضروب الخيانة والغدر..كل هذا لم يدهشن، إنما يدهشني أن أرى المسلمين يتعجبون مما أظهرته أوروبا من الوحشية تحت ستار المدنية، كأنهم _أيقظهم الله من سباتهم_ يجهلون أن المدنية والإنصاف والعدالة والقانون ألفاظ مترادفة توجد في المعاجم وتسمع على ألسنة الساسة والكتاب، وإذا بحثوا عن مدلولها لم تجده.. إن الذي أصاب الدولة العلية من أوروبا تم على وفق السنن الطبيعية، إنها مبررات الذئب للخروف الذي عكر عليه الماء وعلى الخروف _حتى يأمن غائلة الذئب_أن يخلع قرونه التي تفتت وأن يتخذ له قروناً من حديد يستطيع أن يخرق بها أحشاء الذئب إذا حدثته نفسه بالاعتداء عليه | عبد الرزاق السنهوري |

شارك أثناء عمله بالنيابة العامة في ثورة 1919م، فعاقبته سلطات الاستعمار الإنجليزي بالنقل إلى مدينة أسيوط أقصى جنوب مصر. ترقى سنة 1920 م إلى منصب وكيل النائب العام، وفي نفس العام انتقل من العمل بالنيابة إلى تدريس القانون في مدرسة القضاء الشرعي، وهي واحدة من أهم مؤسسات التعليم العالي المصري التي أسهمت في تجديد الفكر الإسلامي منذ إنشائها سنة 1907م،[وفقًا لِمَن؟] وزامل فيها كوكبة من أعلام التجديد والاجتهاد، مثل الأساتذة أحمد إبراهيم وعبد الوهاب خلاف وعبد الوهاب عزام وأحمد أمين، وتتلمذ عليه عدد من أشهر علماء مصر، وعلى رأسهم الشيخ محمد أبو زهرة.[بحاجة لمصدر]

### هجرته إلىفرنسا
سافر إلى فرنسا سنة 1921م في بعثة علمية لدراسة القانون بجامعة ليون، وهناك تبلورت عنده الفكرة الإسلامية، وبدأ يتخذ الموقف النقدي من الحضارة الغربية، فانتقد الانبهار بالغرب، وهاجم تبني د/ منصور فهمي لمقولات المستشرقين، وهاجم موقف الشيخ علي عبد الرازق صاحب كتاب الإسلام وأصول الحكم من الخلافة الإسلامية وتأثره فيه بالمناهج العلمانية والرؤية النصرانية.[بحاجة لمصدر]
في فرنسا وضع السنهوري رسالته الإصلاحية التي عرفت بـ (مواد البرنامج) الذي يتضمن رؤيته في الإصلاح، وأنجز خلال وجوده في فرنسا رسالته للدكتوراه (القيود التعاقدية على حرية العمل في القضاء الإنجليزي)، ونال عنها جائزة أحسن رسالة دكتوراه. وأثناء وجوده هناك ألغيت الخلافة الإسلامية، فأنجز رسالة أخرى للدكتوراه عن (فقه الخلافة وتطورها لتصبح هيئة أمم شرقية) رغم عدم تكليفه بها وتحذير أساتذته من صعوبتها والمناخ الأوروبي السياسي والفكري المعادي لفكرتها!.[بحاجة لمصدر]

### عودته إلى مصر
عيّن بعد عودته سنة 1926م مدرسًا للقانون المدني بكلية الحقوق بالجامعة المصرية (القاهرة الآن). شارك في المعارك السياسية والفكرية التي كانت تموج بها الحياة في مصر قبل الثورة، وكان قريبًا من كل تيارات التغيير والإصلاح رغم عدم انضمامه لحزب أو تنظيم. فصلته الحكومة سنة 1934م من الجامعة لأسباب سياسية، منها تأسيسه لـ «جمعية الشبان المصريين». سافر إلى العراق سنة 1935م بدعوة من حكومتها، فأنشأ هناك كلية للحقوق، وأصدر مجلة القضاء، ووضع مشروع القانون المدني للدولة، ووضع عددًا من المؤلفات القانونية لطلاب العراق.
عين بعد عودته لمصر من بغداد سنة 1937 م عميدًا لكلية الحقوق ورأس وفد مصر في المؤتمر الدولي للقانون المقارن بلاهاي. أسندت إليه وزارة العدل المصرية مشروع القانون المدني الجديد للبلاد، فاستطاع إنجاز المشروع، ورفض الحصول على أي مكافأة. أجبر مرة أخرى على ترك التدريس بالجامعة سنة 1937 م فاتجه إلى القضاء فأصبح قاضيًا للمحكمة المختلطة بالمنصورة، ثم وكيلاً لوزارة العدل، فمستشارًا فوكيلاً لوزارة المعارف العمومية، إلى أن أبعد منها لأسباب سياسية سنة 1942 م فاضطر إلى العمل بالمحاماة رغم عدم حبه لها.

### مساهماته في وضع الدساتير في الدول العربية
عاد للعراق مرة أخرى سنة 1943م لاستكمال مشروع القانون المدني الجديد، ولكن بسبب ضغوط الحكومة المصرية (الوفدية) على الحكومة العراقية اضطر للسفر إلى دمشق، وبدأ وضع مشروع القانون المدني لها، ولكن أعيد مرة أخرى لمصر بسبب ضغوط حكومية. وضع أثناء وجوده في دمشق أول مخطط لإنشاء اتحاد عربي سنة 1944 م قبل قيام الجامعة العربية، ووضع مشروع معهد الدراسات العربية العليا الذي تأجل تنفيذه حتى سنة 1952 م في إطار جامعة الدول العربية.
تولى وزارة المعارف العمومية في أكثر من وزارة من عام 1945 م حتى 1949 م، وقام أثناءها بتأسيس جامعتي فاروق (الإسكندرية الآن) وجامعة محمد علي. عيّن عضوًا بمجمع اللغة العربية في مصر سنة 1946 م. عيّن سنة 1949 م رئيسًا لمجلس الدولة المصري، وأحدث أكبر تطوير تنظيمي وإداري للمجلس في تاريخه، وأصدر أول مجلة له، وتحول المجلس في عهده للحريات واستمر فيه إلى ما بعد ثورة يوليو سنة 1952م.
شارك في وضع الدستور المصري بعد إلغاء دستور 1923م. سافر إلى ليبيا بعد استقلالها، حيث وضع لها قانونها المدني الذي صدر سنة 1953 م دون مقابل. حدث صدام بينه وبين الرئيس جمال عبد الناصر سنة 1954م أقيل بسببه من مجلس الدولة، فاعتزل الحياة العامة حتى وفاته، وفرض عليه النظام الناصري عُزلة إجبارية حتى عام 1970 م. استطاع أثناء عزلته (من 1954-1970) إنجاز عدد من المؤلفات القانونية المهمة، كما وضع المقدمات الدستورية والقانونية لكل من مصر وليبيا والسودان والكويت والإمارات العربية المتحدة، ولم تسمح له السلطات المصرية بالسفر إلا مرة واحدة تلبية لدعوة أمير الكويت سنة 1960 م، واستطاع خلال هذه المدة وضع دستور دولة الكويت واستكمال المقومات الدستورية القانونية التي تؤهلها لعضوية الأمم المتحدة.
توفى في 21/7/1971 م ولم يترك من الأبناء إلا ابنته الوحيدة د/نادية عبد الرزاق السنهوري زوجة د/توفيق الشاوي أستاذ القانون والمفكر الإسلامي الكبير.

## أعماله

عبد الرزاق السنهوري(على اليمين)مع الرئيس محمد نجيب

من الصعب الادّعاء بأن الآثار الفكرية للدكتور عبد الرزاق أحمد السنهوري باشا قد تم حصرها وفق الاستقصاء والاستقراء الدقيقين.. فتلك مهمة تحتاج «فرز» أوراق مكتبته.. واستقراء دوريات عصره … وجمع مذكراته القانونية عندما اشتغل بالمحاماة.. وكذلك حيثيات أحكامه عندما تولى القضاء.. وما له من أبحاث في مؤتمرات مجمع اللغة العربية ولجانه.. وكذلك أبحاثه في المؤتمرات التي شارك فيها.. واللجان التي كان عضوًا بها.. والوزارات التي تولاها
كما أن له آثارًا فكرية أخرى بغير اللغة العربية أهمها تلك الأبحاث التي قدمها عن الشريعة الإسلامية في المؤتمرات الدولية للقانون المقارن، بالإضافة إلى الأبحاث والدراسات والمذكرات والتقارير التي ألفها ونشرها خارج مصر ولم يتم حصرها إلى الآن، وخاصة ما نشره في العراق أثناء وجوده بها لوضع القانون المدني لها وهو ما يعني أنه لا يوجد حصر كامل ونهائي إلى الآن لأعماله الكاملة، وإن كان الثبت التالي بأعماله يُعد الأقرب إليها.
ونحن نصنف آثاره الفكرية في هذه القائمة، مميزين فيها بين مشاريع القوانين المدنية، ومشاريع الدساتير التي وضعها.. وبين آثاره الفكرية، كتبًا كانت أو دراسات مع الترتيب التاريخي لكتابتها:
أً: مشروعات القوانين المدنية.. والدساتير:
1. القانون المدني المصري ومذكرته الإيضاحية.. وشروحه (الوسيط) - وهو في حقيقته «مبسوط» لا وسيط - والوجيز.
2. القانون المدني العراقي ومذكرته الإيضاحية.
3. القانون المدني السوري ومذكرته الإيضاحية.. وقانون البينات - بما فيه من قواعد الإثبات الموضوعية والإجرائية.
4. دستور دولة الكويت وقوانينها: التجاري والجنائي والإجراءات الجنائية والمرافعات وقانون الشركات وقوانين عقود المقاولة، والوكالة عن المسئولية التقصيرية وعن كل الفروع وهي التي جمعت -فيما بعد- في القانون المدني الكويتي.
5. القانون المدني الليبي ومذكرته الإيضاحية.
6. دستور دولة السودان.
7. دستور دولة الإمارات العربية المتحدة.

## الاعتداء على السنهوري

عبد الرزاق السنهوري (الثاني من اليمين) مع الملك فاروق

شهدت القاهرة ظهيرة يوم 29 مارس 1954 مظاهرات غريبة، حيث غمرت شوارع المدينة مجموعات من المواطنين تهتف في طرقاتها، تارة بحياة الجيش والثورة وعبد الناصر، وتارة أخرى تنادى بسقوط الأحزاب والنقابات والرجعية، بل وبسقوط الدستور ومعه الحرية والديمقراطية كذلك، وما إن وصلت إحدى هذه المجموعات إلى مقر مجلس الدولة بالجيزة، حتى علا الهتاف ليشمل الدكتور عبد الرزاق باشا السنهورى، رئيس مجلس الدولة حينئذ، والذي ما لبث المتظاهرون ينادونه بالجاهل والخائن، ويطالبون بسقوطه هو الآخر. توقفت المسيرة خارج بوابة المجلس المغلقة بسلاسل الحديد، فدخل أحد الضباط إلى مكتب السنهورى وطلب منه الخروج إلى حديقة المحكمة لمخاطبة المتواجدين بها والتهدئة من روعهم، وحينئذ اقتحمت جموع المتظاهرين فناء المجلس وانقض بعضهم على السنهورى بالسب والضرب، وحينئذ فقط يبدو السنهورى وقد فطن أخيرا بأن الأمر لم يكن مجرد مظاهرة عادية، وقد قال عن ذلك «وحينئذ أدركت أن الأمر لم يكن مظاهرة أخاطب فيها المتظاهرين ــ كما ادعى الضابط ــ بل «أمر اعتداء مبيت على، وما لبث المتظاهرون أن دفعونى دفعا إلى الحديقة وتوالى الاعتداء». يحكى أن المتظاهرين كادوا يفتكون بالسنهورى ذلك اليوم، لولا أن تلقى الضربة أحد السعاة بمجلس الدولة، كما يحكى أن السنهورى لم يتمكن من مغادرة مكان الاعتداء إلا بعد قدوم الصاغ صلاح سالم، والذي اصطحبه إلى الخارج، والسنهورى ــ وفق إحدى الروايات مدثر بسجادة من مكاتب المجلس. ثم كان اليوم التالي للاعتداء، فأدلى السنهورى بأقواله إلى النيابة العامة من على فراشه بالمستشفى، موجهاً الاتهام صراحة إلى الصاغ جمال عبد الناصر بتدبير الاعتداء عليه يوم 29 مارس، ثم طالبا من زوجته عدم السماح بدخول ناصر عليه الغرفة عندما قدم الأخير لزيارته والاطمئنان عليه في المستشفى.

## مواقف للسنهوري
كان الخلاف الذي وقع بين السنهوري وبين عبد الناصر هو السبب في حل مجلس الدولة وعمل تصفية من جانب السلطة (وهي الثورة آنذاك) لرجال القضاء العاملين بمحراب مجلس الدولة ثم إصدار عبد الناصر قانون جديد ينظمه. ويذهب البعض إلى أن الخلاف يكمن في رغبة السنهوري في تحقيق الثورة لمبادئها وتمثيل ذلك في جعل سلطة قضائية تكون هي الحكم بين الدولة الجديدة وبين الجماهير.
حتى ان السنهوري وهو رئيس الهيئة القضائية اللصيقة بعمل الإدارة وتراقب أعمالها.. في ظل رئاسته تم إلغاء العديد من القرارات الحكومية الصادرة من عبد الناصر نفسه، مما وضع الخلاف بين رجل القانون ورجل السياسة على مستوى الأزمة. وبالطبع حسم السياسي الأزمة لصالحه بإخراج السنهوري من الساحة القانونية.

## مقولات للسنهوري
| عبد الرزاق السنهوري | وددت لو استطعت عند رجوعي إلى مصر أن اجتهد في إنشاء دراسة خاصة يكون الغرض منها إيجاد طريقة جديدة لدراسة الشريعة الإسلامية ومقارنتها | عبد الرزاق السنهوري |

 - ليون في 21 يناير 1922.

| عبد الرزاق السنهوري | وطني غذيت بمائه وترابه وقف عليه دمي وما أحرزته | عبد الرزاق السنهوري |

| عبد الرزاق السنهوري | لا تضح تضحية حمقاء، ضح حيث تكون التضحية منتجة متناسبة مع نتيجتها | عبد الرزاق السنهوري |

| عبد الرزاق السنهوري | كلما تقدمت في السن رأيتني أحوج إلى الأخلاق مني إلى العلم والذكاء | عبد الرزاق السنهوري |

| عبد الرزاق السنهوري | حتى تكون قوياً ليس أمامك إلا أن تريد | عبد الرزاق السنهوري |

| عبد الرزاق السنهوري | وددت لو استطعت عند رجوعي إلى مصر أن أخدم بلادي في الوجوه الآتية، وأن أجتهد في إنشاء دراسة دراسة خاصة يكون الغرض منها: 1. طريقة جديدة لدراسة الشريعة الإسلامية ومقارنتها بالشرائع الأخرى حتى يتيسر فتح باب الاجتهاد في تلك الشريعة الغراء..وحتى تؤثر تأثيراً جدياً في القوانين المستقبلة للأمة.. أسأل الله أن يحقق هذا الأمل. 2. كنت أحلم صغيراً بالجامعة الإسلامية.. وكنت أتعشقها.. والآن أراها أقل إبهاماً وأكثر تحديداً.. على أن دون تحديدها تحديداً كافياً سنين من التجارب والدراسة أرجو أن اجتازها. 3. ووددت أن أشترك في نهضة اقتصادية ومالية في مصر | عبد الرزاق السنهوري |

## كتب عنه
- السنهوري من خلال أوراقه الشخصية، توفيق الشاوي، دار الشروق، مصر
- موقف الدكتور عبد الرزاق السنهوري من قضايا الحرية والديمقراطية، فاروق عبد البر، نائب رئيس مجلس الدولة، مصر.
- عبد الرزاق السنهوري أبو القانون وابن الشريعة الإسلامية، محمود عبده (كاتب)، مركز الحضارة لتنمية الفكر الإسلامي، بيروت، 2011م.

## روابط خارجية
- عبد الرزاق السنهوري على موقع أرشيف الشارخ.